# 華盛頓高地
華盛頓高地（英語：Washington Heights）是美國紐約市曼哈頓北部的一個地區。這一地名來自於美國獨立戰爭時期大陸軍在此修建的華盛頓要塞，是曼哈頓高度最高的地區。2010年美國人口普查時，這一地區有人口151,574人。哥倫比亞大學醫學中心和醫學院位於華盛頓高地。華盛頓高地在夏季經常舉辦文化活動。

## 外部連結
- Flowers and landscapes of Fort Tryon Park （页面存档备份，存于）
- Hudson Heights Restoration
- Hudson Heights Guide

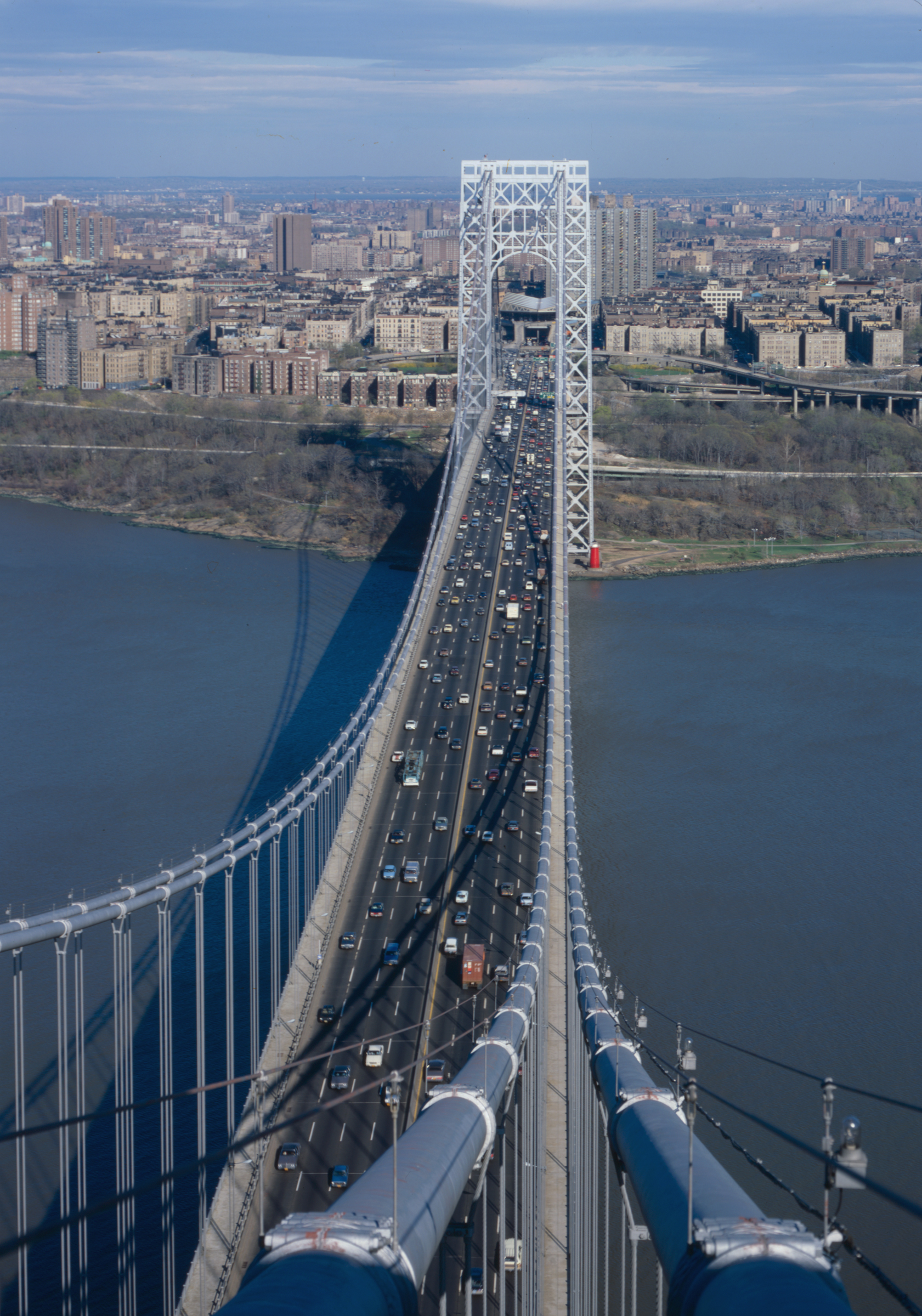
自喬治華盛頓橋望華盛頓高地

- Washington Heights Blog